# Luciąża (Fluss)
Die Luciąża ist ein linker Zufluss der Pilica in der Woiwodschaft Łódź in Polen. Sie gehört damit dem Flusssystem der Weichsel an.

## Geografie
Die bei Kajaksportlern beliebte Luciąża entspringt zwischen Radomsko und Przedbórz in der Mesoregion Wzgórza Radomszczańskie beim Dorf Rzejowice in der Gemeinde Kodrąb in der Nähe der Droga krajowa 42. Sie fließt von dort in generell nördlicher Richtung durch die Mesoregion der Rownina Piotrkowska, durchfließt den Stausee Zalew Cieszanowicka, nimmt dabei die von links kommende Prudka auf  und mündet nach einem Lauf von 48,7 oder 54,2 Kilometern unterhalb der Stadt Sulejów bei dem Dorf Przygłów in die hier zum Stausee Zalew Sulejowski aufgestaute Pilica. Das Einzugsgebiet wird mit 766 km² angegeben.